# Guillermo Ortiz Ruiz
Guillermo Ortiz Ruiz  (Bogotá, 5 de enero de 1965) es un médico y profesor universitario colombiano especialista en Medicina interna, Neumología y Cuidado Intensivo, con doctorado en medicina traslacional.
Se graduó de médico en la Universidad Nacional de Colombia en 1989, como internista en la Universidad del Rosario en 1994, como neumólogo en 1995 de la Universidad del Bosque y en realizó Medicina Crítica y Cuidado Intensivo en la Universidad de la Sabana en el año 2000. Cuenta con otros estudios como Maestría en Epidemiología realizado en la Universidad del Bosque y un doctorado en medicina traslacional realizado en la Universidad de Barcelona
Como parte de su carrera profesional se ha desempeñado como director de postgrados de Medicina Interna, Neumología y Cuidados Intensivos de la Universidad del Bosque, docente de Cuidados Intensivos de la Universidad del Bosque del Institute For Medical Simulation, Boston, USA.y director de Cuidados Internsivos de la Subred Centrooriente en Bogotá. También hizo parte de otras entidades, como editor del Acta Colombiana de Cuidados Intensivos, como presidente de la Asociación Colombiana de Medicina Crítica, miembro de la Academia Nacional de Medicina e investigador Senior de Colciencias. Cuenta a su haber con múltiples publicaciones en el área de cuidado crítico, entre libros de texto y artículos en revistas especializadas.

## Publicaciones

### Libros
- Guillermo Ortiz Ruiz, Carmelo Dueñas Castell, Manuel Garay Fernández, German Díaz Santos (2014). Fisiología Respiratoria: Aplicación en la Práctica Clínica. Colombia: Distribuna. ISBN 9789588813172.

- Guillermo Ortiz Ruiz, Francisco Molina, Carmelo Dueñas Castell, Fabio Varón (2016). Tratado de Ventilación Mecánica. Colombia: Distribuna. ISBN 978-958-8813-58-5.

- Guillermo Ortiz Ruiz, Marco A. Perafán, Eugene Faist, Carmelo Dueñas Castell (2004). Sepsis (en inglés). Estados Unidos: Springer. ISBN 0-387-20451-2.

- Carmelo Dueñas Castell, Guillermo Ortiz Ruiz, Marco A. González A (2008). Ventilación Mecánica Aplicación en el Paciente Crítico. Colombia: Distribuna. ISBN 978-958-8379-08-1.

- Marcos I. Restrepo, Carmelo Dueñas Castell, Marco A. González A., Guillermo Ortiz Ruiz (2006). I Consenso Colombiano de Sepsis. Colombia: Distribuna. ISBN 978-958-97875-1-9.

### Artículos en revistas especializadas
- Ortiz Ruiz, Guillermo; Jose Caballero-Lopez, Ian R Friedland, Gail L Woods, Alexandra Carides (15 de abril de 2002). «A study evaluating the efficacy, safety, and tolerability of ertapenem versus ceftriaxone for the treatment of community-acquired pneumonia in adults». Clinical infectious diseases (en inglés). 34 doi=10.1086/339543: 1076-1083. PMID 11914996.

- Ortiz Ruiz, Guillermo; Norbert Vetter, Robin Isaacs, Alexandra Carides, Gail L Woods, Ian Friedland (Junio de 2004). «Ertapenem versus ceftriaxone for the treatment of community-acquired pneumonia in adults: combined analysis of two multicentre randomized, double-blind studies». Antimicrob Chemother (en inglés) 53: 59-66. PMID 15150184. doi:10.1093/jac/dkh207.

- Ortiz Ruiz, Guillermo; J Osorio, S Valderrama, D Álvarez, R Elías Díaz, J Calderón, D Ballesteros, (Abril de 2016). «Ertapenem versus ceftriaxone for the treatment of community-acquired pneumonia in adults: combined analysis of two multicentre randomized, double-blind studies». Med Intensiva (en inglés) 40: 139-144-66. PMID 26725105. doi:10.1016/j.medin.2015.08.001.

- Ortiz Ruiz, Guillermo; Carmelo Dueñas Castell (Julio - Sept). «Epidemiologia das infecções graves nas unidades de terapia intensiva latino-americanas». Rev Bras Ter Intensiva (en portugués) 28: 261-263. PMID 27737431. doi:10.5935/0103-507X.20160051.

- Ortiz Ruiz, Guillermo; Fredy Ariza Cadena; Alexander Trujillo, Alejandro Bejarano, Juan Manuel Gutiérrez, Kenny Gálves, Luis Felipe Duque; Manuel Garay Fernández (Julio - Sept 2016). «Manejo del sangrado y la coagulación en la práctica clínica. Evaluación de la evidencia y recomendaciones mediante estrategia GRADE. Primera reunión de expertos». Acta Colombiana de Cuidado Intensivo (en portugués) 16: 172-194. doi:10.1016/j.acci.2016.04.001.

- Ortiz Ruiz, Guillermo; J Osorio, S Valderrama, D Álvarez, R Elías Díaz, J Calderón, D Ballesteros, A Franco (Abril de 2016). «Risk factors for candidemia in non-neutropenic critical patients in Colombia». Med Intensiva (en inglés) 16: :139-144. PMID 26725105. doi:10.1016/j.medin.2015.08.001.

- Ortiz Ruiz, Guillermo; Urbina-Contreras ZE, Lamos-Duarte AF, Ferreira MF, García-Zambrano F (2017-2018). «Malaria grave en unidad de cuidados intensivos: Reporte de un caso de una especie no endémica en Norte de Santander, Colombia». MedUNAB 20: 383-392. doi:10.29375/01237047.2669.

- Ortiz Ruiz, Guillermo; Carmelo Dueñas Castell; Manuel Garay-Fernández; Antonio Lara García; Fabio Varón; Leopoldo Ferrer; Jorge Ordoñez; German Viatela Hoyos; Emilio Rey; Mónica Vargas; Diego Bautista; Jose Rojas Suarez; Marco González; Camilo Pizarro; María Cristina Florián (Julio – septiembre de 2020). «Consenso colombiano de sindrome de dificultad respiratoria aguda (SDRA) «Documento de Rionegro 2019»». Acta Colombiana de Cuidado Intensivo 20: :200-252. doi:10.1016/j.acci.2020.03.001.

- Ortiz Ruiz, Guillermo; Guillermo Ortiz Ruiz; Antonio Lara García; Omar Julián Chavarro; Manuel Andrés Garay Fernández; Carlos Augusto Celemín Flórez (Abril – Junio de 2021). «Microangiopatía trombótica (MAT) en la unidad de cuidado intensivo. Aproximación a la trombocitopenia asociada a disfunción orgánica. Serie de casos clínicos». Acta Colombiana de Cuidado Intensivo 21: 187-192. doi:10.1016/j.acci.2020.06.004.

- Ortiz Ruiz, Guillermo; Garay-Fernández M, Dueñas-Castell C (2020). «Neumonía nosocomial. Aproximación y tratamiento». Revista de Medicina Intensiva y Cuidados Críticos 13: 97-106.